# Rajaâ Cherkaoui El Moursli
Rajaâ Cherkaoui El Moursli (arabisch رجاء الشرقاوي المرسلي, DMG Raǧāʾ aš-Šarqāwī al-Mursilī; geb. 12. Mai 1954 in Salé) ist eine marokkanische Physikerin und Hochschullehrerin. Sie gilt als eine bedeutende Forscherin im Bereich der Kernphysik und Hochenergiephysik und erhielt internationale Anerkennung für ihre Beiträge zum Nachweis des Higgs-Bosons im Rahmen des ATLAS-Experiments am CERN.

## Leben
Rajaâ Cherkaoui El Moursli durchlief ihre schulische Ausbildung am Lycée Descartes in Rabat und studierte anschließend Physik an der Universität Joseph Fourier in Grenoble, Frankreich, wo sie 1982 ihren Doktorgrad in physikalischen Wissenschaften erhielt. Ihre Dissertation verfasste sie am Laboratoire de Physique subatomique et cosmologie (LPSC) in Grenoble, wo sie sich mit Schwerionenphysik beschäftigte.
Im Jahr 1982 kehrte sie nach Marokko zurück und begann ihre akademische Laufbahn als Forscherin und Dozentin an der Universität Mohammed V – Agdal in Rabat. Von 1996 bis 2016 leitete sie dort das Laboratoire de Physique Nucléaire (LPNR). Zwischen 2013 und 2017 war sie Vizepräsidentin der Universität Mohammed V für Forschung, Kooperation und Partnerschaften.
El Moursli ist in verschiedenen wissenschaftlichen und gesellschaftlichen Organisationen tätig, darunter als Mitglied des wissenschaftlichen Beirats des Centre National des Etudes des Sciences et Techniques Nucléaires (CNESTEN) und seit 2006 als Mitglied der Hassan II. Akademie für Wissenschaft und Technik.
Sie wurde international vielfach ausgezeichnet, unter anderem 2015 mit dem UNESCO-L’Oréal-Preis und ist seit 2018 Mitglied der World Academy of Sciences (TWAS) und der Organisation for Women in Science for the Developing World (OWSD). Sie ist Mitglied der African Academy of Sciences.

## Wirken
Rajaâ Cherkaoui El Moursli gilt als Vorreiterin der marokkanischen Beteiligung an internationalen Forschungsprojekten, insbesondere an der ATLAS-Kollaboration am CERN. Seit 1996 setzt sie sich maßgeblich für die Stärkung der Position Marokkos in der internationalen Hochenergiephysik ein. Sie spielte eine entscheidende Rolle beim Nachweis des Higgs-Bosons, insbesondere durch ihre Beiträge zur Simulation und Konstruktion des elektromagnetischen Kalorimeters des ATLAS-Detektors.
Für ihre bedeutenden Beiträge zur Entdeckung des Higgs-Bosons wurde sie 2015 mit dem renommierten UNESCO-L’Oréal-Preis ausgezeichnet. Sie ist zudem aktiv in der Förderung von Frauen und jungen Wissenschaftlerinnen in den STEM-Bereichen und wurde deshalb 2024 in den Vorstand von Women In Tech Morocco berufen.
Ihren Einsatz für Bildung zeigt sich insbesondere durch die Einführung des ersten Masterstudiengangs für Medizinphysik in Marokko sowie durch die Betreuung zahlreicher Promotionen. Durch ihre Tätigkeit als Expertin der Internationalen Atomenergie-Organisation (IAEO) unterstützt sie überdies wissenschaftliche Bildungsinitiativen in Marokko und weiteren afrikanischen Ländern.
Im Jahr 2022 wurde sie aufgrund ihrer zahlreichen, international hochzitierten Veröffentlichungen als eine der 200 weltweit einflussreichsten Forschenden gelistet.